# Cornelia Webb
Cornelia Norbeth Eileen Webb, född 2 december 1981, är en svensk smyckesdesigner som driver det egna varumärket Cornelia Webb, vilket grundades 2005. Hon tilldelades Årets accessoarmärke 2011 av svenska tidningen Elle och vann under 2016 Damernas Världs pris Guldknappen Accessoar.